# Ельберт Віктор Давидович
Віктор Давидович Е́льберт (11 грудня 1927, Богуслав — 30 жовтня 2006, Київ) — український живописець; член Спілки радянських художників України з 1963 року.

## Біографія
Народився 11 грудня 1927 року в місті Богуславі (нині Київська область, Україна). Упродовж 1942—1944 років навчався в Свердловському художньому училищі. 1950 року закінчив Київський художній інститут, де зокрема навчався у Михайла Іванова, Олександра Фоміна, Олександра Сиротенка, Олексія Шовкуненка і Тетяни Яблонської.
Жив у Києві, в будинку на вулиці Єреванській № 10, квартира 28; потім в будинку на вулиці Курганівській № 3, квартира 104. Помер у Києві 30 жовтня 2006 року.

## Творчість
Працював в галузі станкового живопису. Писав у стилі реалізму з елементами імпресіонізму. Серед робіт:
- 1952 — «Юні шефи лісу»;
- 1954 — «Дніпрові далі»;
- 1960 — «Ленінград. У літньому саді»;
- 1961 — «До могили великого Кобзаря», «Київ. Біля пам'ятника «Золоті ворота», «Тарасова гора»;
- 1964 — «Ленінград. На Неві»;
- 1965 — «На лузі»;
- 1971 — «Жито колоситься»;
- 1972 — «Літній вечір», «Над Дніпром»;
- 1973 — «Кримське літо»;
- 1975 — «Травневий ранок»;
- 1976 — «Шлях на Ялту»;
- 1984 — «Київ мій»;
- 1985 — «За Батьківщину»;
- 1995 — «Весна».

Брав участь у всеукраїнських виставках з 1951 року.
Деякі картини художника зберігаються у Херсонському та Краматорському художніх музеях.